# Mohammad Reza Sangari
Mohammad Reza Sangari (en persan:محمدرضا سنگری) écrivain et chercheur d'origine iranienne, né la 23 octobre 1954. Après sa présidence au Département de la planification et de l'écriture de manuels de langue et littérature persane, la littérature islamique est entrée dans les manuels. Il est l'auteur, chercheur, et poète Révolution iranienne et la cérémonie de la poésie et de la littérature de l'Achoura, et ses œuvres sont des ressources dans les mêmes domaines. Il est également actif en tant que critique(critique littéraire). Il est connu pour leurs discours et la littérature surtout pour la littérature Achoura et Guerre Iran-Irak.

## Biographie
Mohammad Reza Sangari est né à Dezfoul le 23 octobre 1954. Il étudie la langue et la littérature persan à l'université et il est titulaire un doctorat d'Université de Téhéran en 1994. Sangari est auteur de plusieurs articles et des livres dans lesquels il y a des manuels des niveaux primaire et secondaire, ainsi que deux références universitaires,.

## Ouvrages
- Sous la tente de la soif est un recueil de poésies de Sangari. Ce livre contient des poèmes d'Achoura: Marsier, Éthique et Message, Épopée et Mysticisme. Les publications du Fasl-é Panjom ont publié ce livre en 2014 ;
- Pomme et Thirst est le titre d'un livre de Sangari écrit avec prose Ashura a publié par Khorshid Baran Publications en 2014. Cette œuvre a été critiqué par des membres du Centre de littérature Totem dans la bibliothèque Ayatollah Nahavandi à Nahavand en 2015 ;
- Langue et littérature persanes (général) pré-universitaire, cours commun à toutes les séries); publié par société d'édition iranienne de manuels scolaires, Téhéran; coauteurs: Mohammad Parsasb, Hassan Zolfaghari et Mohammad Reza Sangari ;
- Littérature persane (rime, Métrique arabe, stylistique et critique littéraire) Cours pré-universitaire pour série sciences humaines et sciences islamiques, Société d'édition de manuels scolaires d'Iran, Téhéran; Taqui Vahidian Kamyar (1re et 2e partie) Mohammad Parsasb, Hassan Zolfaghari et Mohammad Reza Sangari (troisième partie), Abdolhossein ZarrinKub et Hamid Zarin Kub (quatrième partie) ;
- Farsi(3) pour lycéens de 12e année du secondaire, organisation de recherche et de planification de l’éducation, société de publication de manuels scolaires d’Iran, Téhéran; coauteur: Hossein Ghasempour Moghaddam, Shahnaz Ebadi, Mohammad Reza Sangari et Ahmad Tamimdari.
- Qalam-hay-é qàd bolànd, publiée par Kanoon Andishe javan ;
- Az natayejé sahar (À propos de l'analyse de la poésie révolution iranienne), a publié pour la première fois en 2014 par publication de Sureh Mehr, présente et définit les domaines de la poésie révolutionnaire en tant que type de poésie persane et traite : La poésie religieuse, la littérature sur la défense sacrée, la romance, le mysticisme, la poésie sociale et la protestation ont été étudiés dans ce livre, récompensé par Qalam-é Zarrin (la police d'or) Award. Ce livre est également la référence d'une leçon sous le titre de "La recherche dans les textes de la littérature de résistance iranienne" à l'université Payame Noor ;
- Littérature Défense sacrée, ce livre comme une ressource pour le cours « Introduction à la Défense sacrée », un titre public à l'Université ainsi que pour diplôme de premier cycle et mastère de la littérature de résistance est ;
- Deuil rouge, Publication de Qu, Shiraz 1997, au sujet des femmes, bataille de Karbala et Hussein ibn Ali ;
- Panjareh maasum (La fenêtre infaillibilité')
- Les Memories verts, Publishing, Shiraz, avec la position en prose farsi persan du IVe siècle
- Yek joraeh teshenegui (Une gorgée soif), publié Éspidâne, Téhéran 2001 à propos de persane 20e siècle ;
- Je promis analyse de l' expression et la description du pèlerinage à la zone sacrée, rubis édition, Qom en 1381, ce livre décrit le mausolée de l'imam chiite de l'imam douzième est le troisième ;
- Quarante jours d'amour, publié par le Centre pour le développement intellectuel des enfants et des adolescents, est destiné à ce livre de groupe d'âge (D), qui comprend les adolescents et les étudiants.
- Une revue et une analyse de la littérature littéraire consacrée à la défense sacrée en trois volumes, Palizan Publications, traite de la littérature littéraire à travers l’histoire islamique, en plus de la littérature littéraire sur la guerre Iran-Irak ;
- Relier deux cultures de la littérature contemporaine;
- Arbaeen Rhegheyah, les meilleurs poèmes d'Achoura persan au jugement des experts ;
- Je suis heureux
- Kerechmeh-Hayé Qalam (Golbarg-Ha)
- Sélection de littérature contemporaine : travail littéraire
- L'amour
- Mes petites mains !
- Abolfazl Razavi mouvement, biographie d'Ahmed Ben Moussa connu comme Shah Cheragh, livre digne d'éloges onzième Razavi de l'année
- Poésie de Héyaat dans trois chapitres traite de la recherche des axes, de l'évolution et des caractéristiques du poème de Héyaat.

## Activités littéraires
- Sangari est connu comme expert, et critique littéraires dans leur domaine professionnel. Au dixième période festival livre de l'année Prix Défense sacrée, Sangari a été secrétaire du prix, et en Prix de la critique littéraire Jalal Al-e Ahmad comme un juge à la septième, la huitième et la dixième période. Il a également été secrétaire du Prix du Déäbél (livre d’année d'Ashura) au festival de Khatam en tant que membre du jury de section d'adulte a lu la déclaration de cette section, ce festival récompense des œuvres littéraires sur prophète Mahomet en deux parties « Enfants et adolescents » et « Adultes ». Il a aussi été membre du Conseil de la politique du Prix national de Sarv (sélection des meilleures livres de Révolution islamique et la défense sacré de quarante ans) que dans le cas des élus 232 différents tours de bonus a été fait l' éloge livre choisi.
- Rédacteur en chef du trimestriel sur l'enseignement de la langue et de la littérature persanes;
- Responsable d'Office "art et la littérature Achoura";
- Chef de la faculté de la Fondation Déäbél Khozaï (en persan : بنیاد دعبل خزاعی)[4].

## Critique des œuvres
Les livres Ayeneh daran Aftab (Miroir de soleil) et Ayenehh der karbala (Miroir au karbala) de Sangari ont été examinés en 16 décembre 2014 au centre culturel Sarv avec présence de Seyed Ali Mousavi Garmaroudi, Alireza Kamri, Qasem Sarrafan, Kourosh Aliani, Mohsen Mazaheri et l'auteur de deux travaux (Sangari) au cours d'une réunion intitulée « Dialogue sur deux livres d'Achoura ».
Le livre Ayeneh-daran Velayat de Mohammad Reza Sangari a été examiné par Mohammad Esfandiyari  8 février 2009 à Farhang-saray-eh Resaneh.
Le livre Quarante jours de romance en octobre 2017, à la galerie Shahid Avini de Chahr-e Kord, a été critiqué par des poètes, d'écrivains et de professeurs de Tchaharmahal-et-Bakhtiari. À cette réunion, l'apparence, le contenu, la forme du texte et le vocabulaire utilisé ont été vérifiés. (Adolescents et étudiants)  Ce livre a également été critiqué dans le complexe culturel du Centre pour le développement intellectuel des enfants et des jeunes à Zanjan en novembre. Dans la critique du livre, les membres de l'atelier de reportage ont déclaré que le nom, la conception de la couverture, le groupe d'âge du public, la langue et le contenu du livre étaient bien choisis.
Selon IQNA (Agence de nouvelle Coranique international) et Nafea (référence des Nouvelles province de Hamedan) livre « Pommes et soif » avec la participation de dix membres du totem littéraire, les bibliothécaires et directeur de la bibliothèque, l' ayatollah Nahavandi, la bibliothèque, l' ayatollah Nahavandi ville Skinheads au cours de la réunion ont critiqué J'ai compris.
(persan:Hamsayé Sédr va Hamsafar roud),la vie et de l'époque de Mohammad Reza Sangari est le titre d'un mémoire rédigé par Hossein Gharai; La cérémonie de lancement du livre a eu lieu le 5 juillet. Parlant de ce livre, Haddad Adel directeur de l' Académie des arts et arts persans, a déclaré dans un discours que nous avions un vide théorique en matière d'éducation et que l'expérience des gestionnaires devait être documentée. C'est un bon âge pour enregistrer ces souvenirs et expériences. Il a également commenté le fait que Sangari avait eu une influence déterminante dans l'amélioration des livres et de la littérature persane : « Je souhaite que Sangari soit née cinq ans plus tôt et organisée de manière que les livres et la littérature persans soient mieux lotis. »

## Récompenses
- Prix de Qalam Zarrin (persan : قلم زرین), (crayon d'or) dans la section de la critique et la recherche pour Az Natayeg-é Sahar en 2015.
- Prix du Livre de l’année de la Défense sacrée, pour le livre en trois volumes Revue de la littérature de la Défense sacrée.
- Prix du livre de l’année du Vélayat pour le livre Ayéné-daran-é Velayat et Ayene-daran-é Aftab en tant que travail encouragé de la dixième période de ce prix.
- Prix du Livre de l'année Razavi pour Abû-al fazl-é Nehzat Razavi.